# Ulice i place osiedla Wilda w Poznaniu

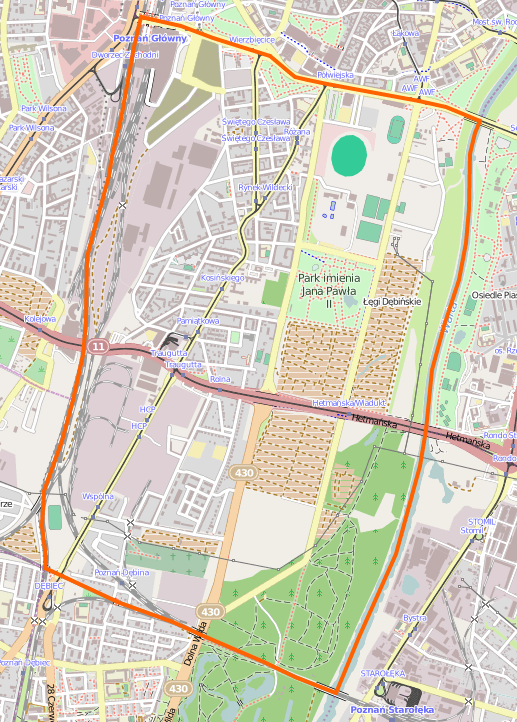
Mapa ogólna osiedla Wilda z zaznaczonymi granicami

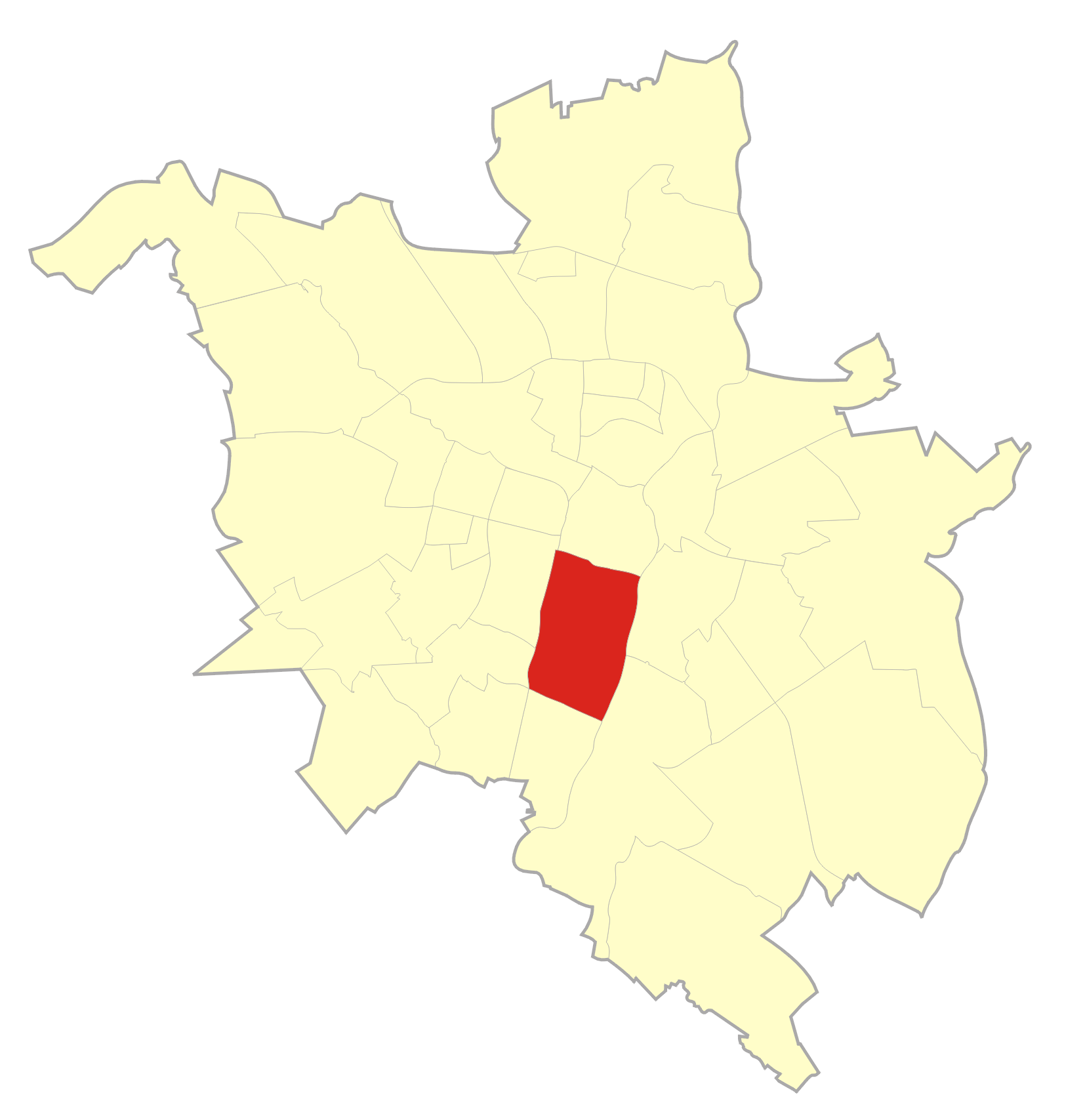
Położenie osiedla Wilda na mapie Poznania

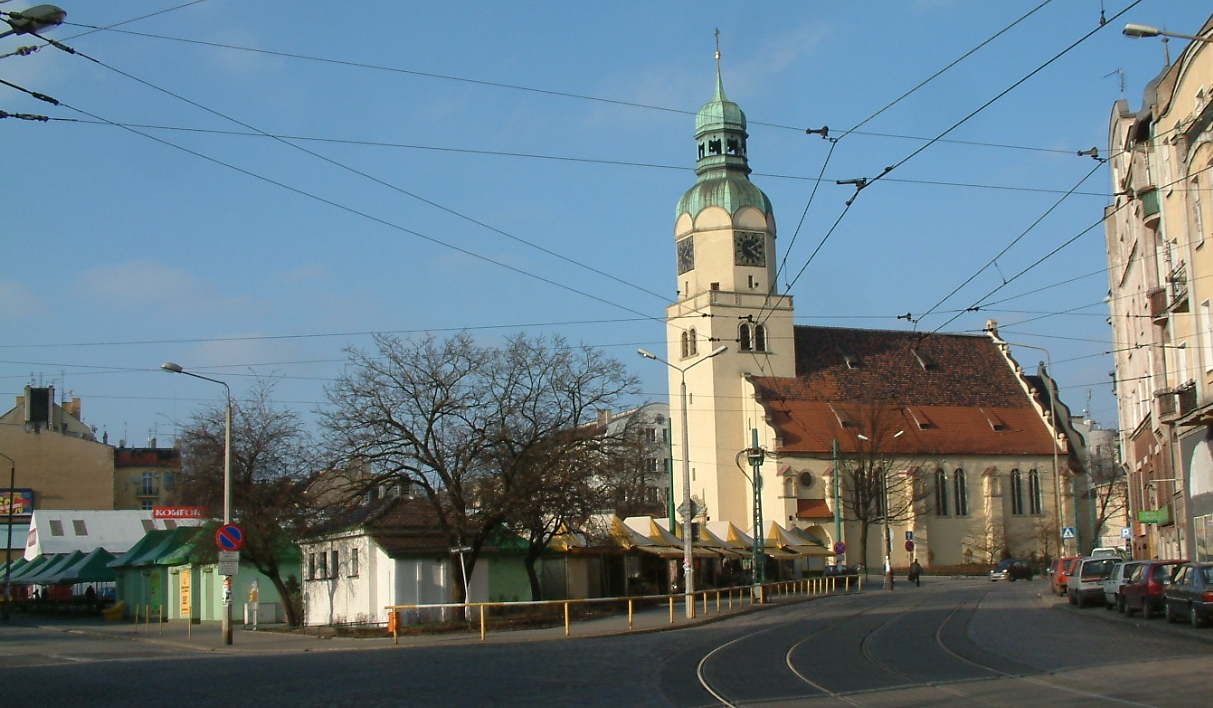
Rynek Wildecki

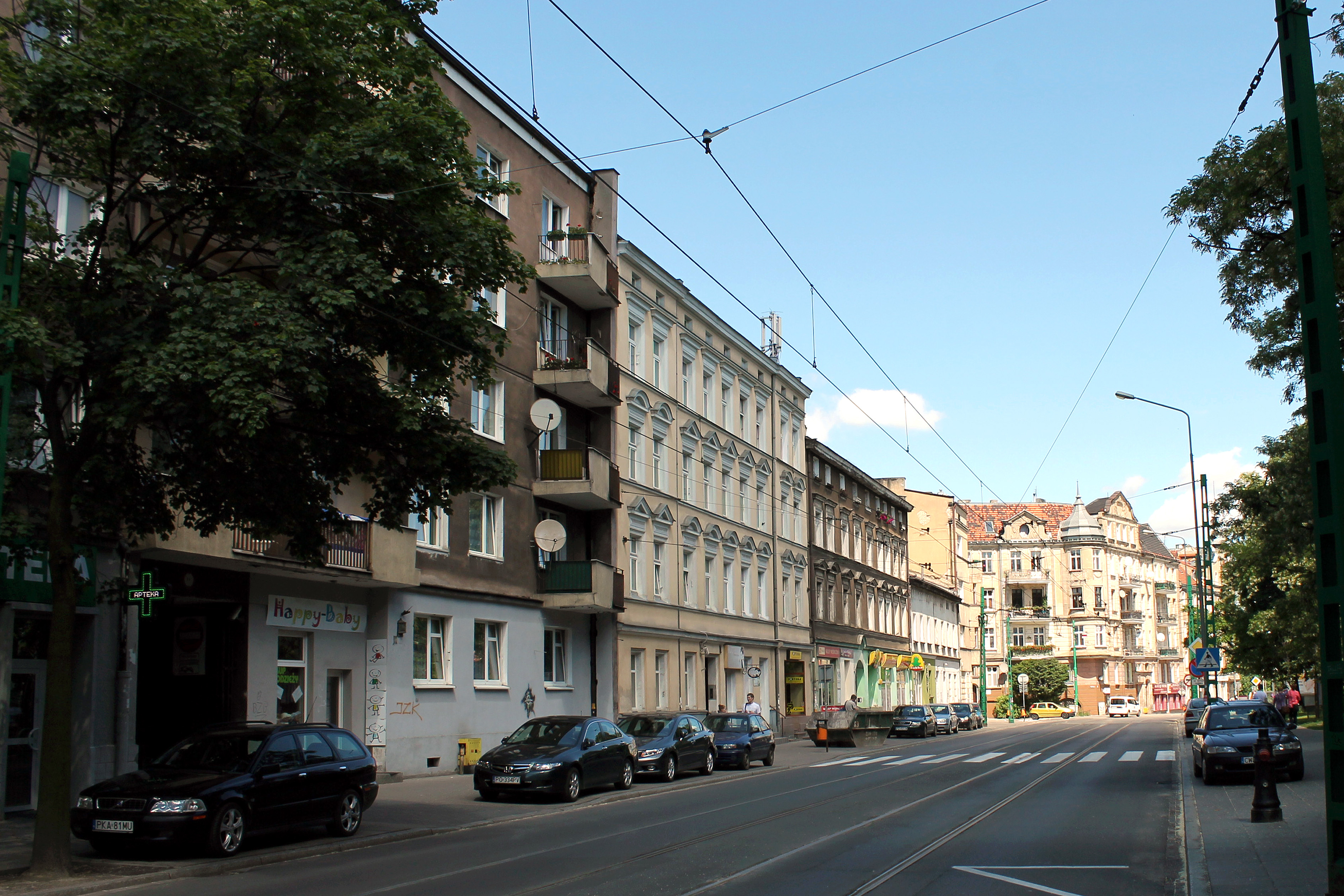
Ulica 28 Czerwca 1956 r.

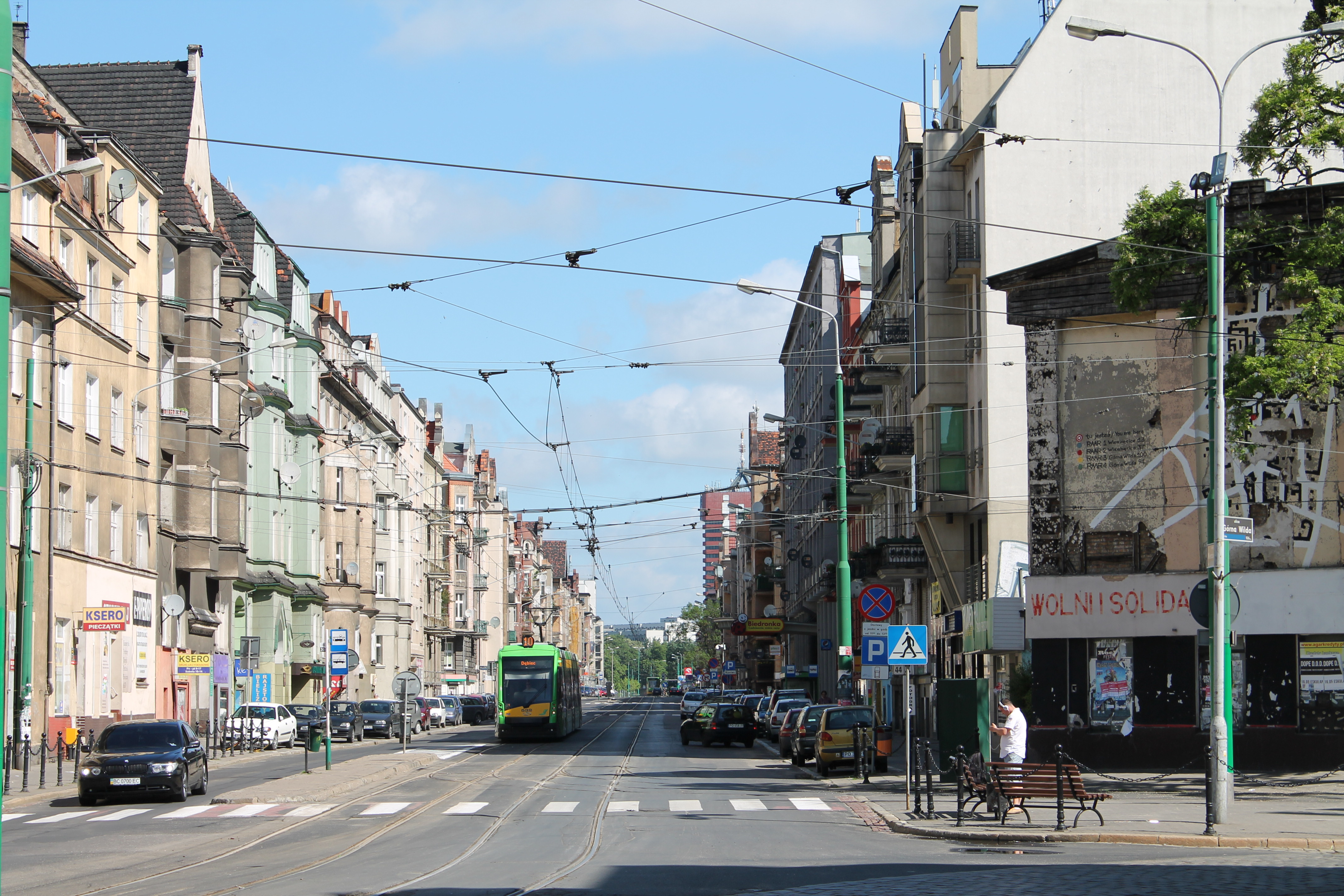
Ulica Wierzbięcice

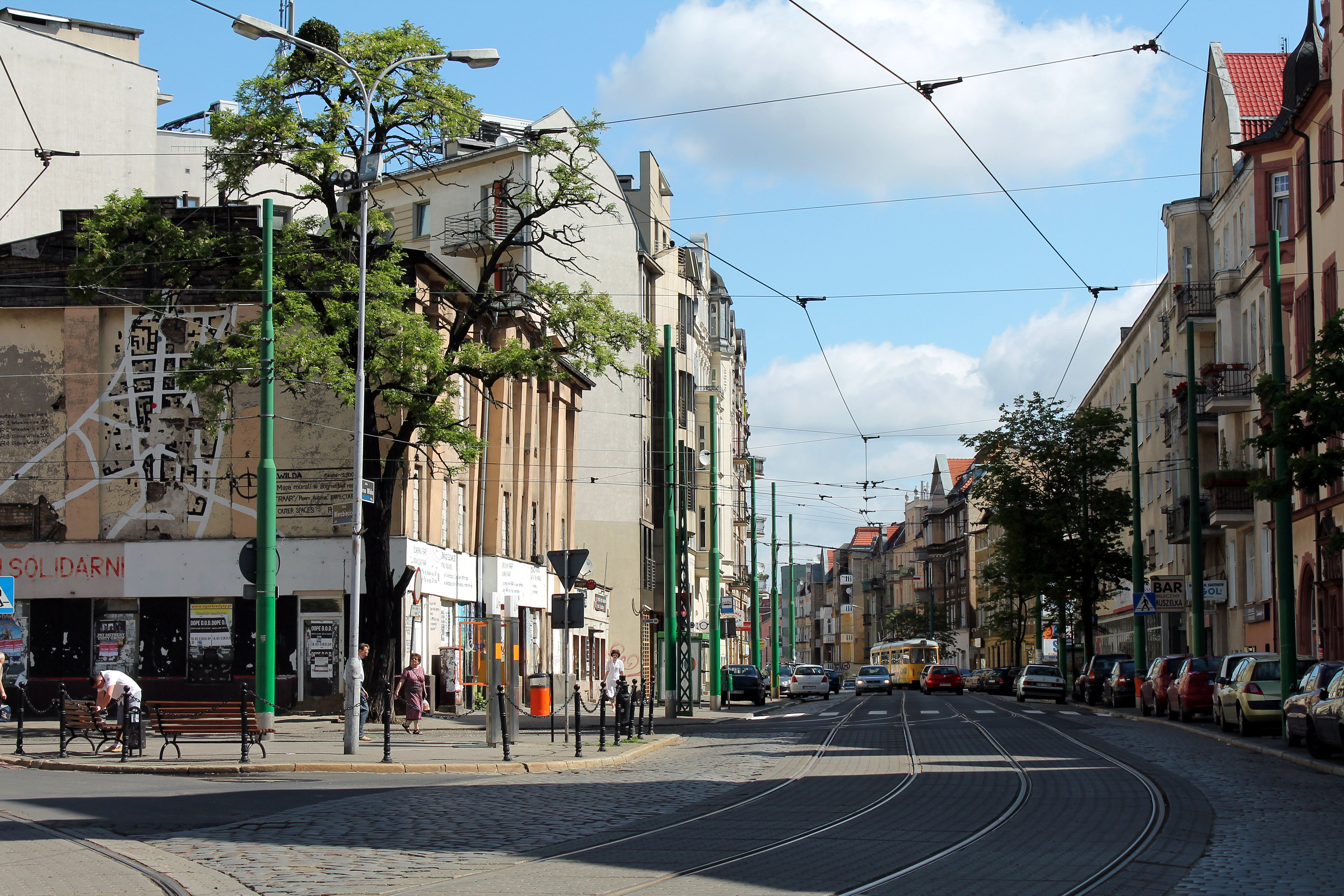
Ulica Górna Wilda

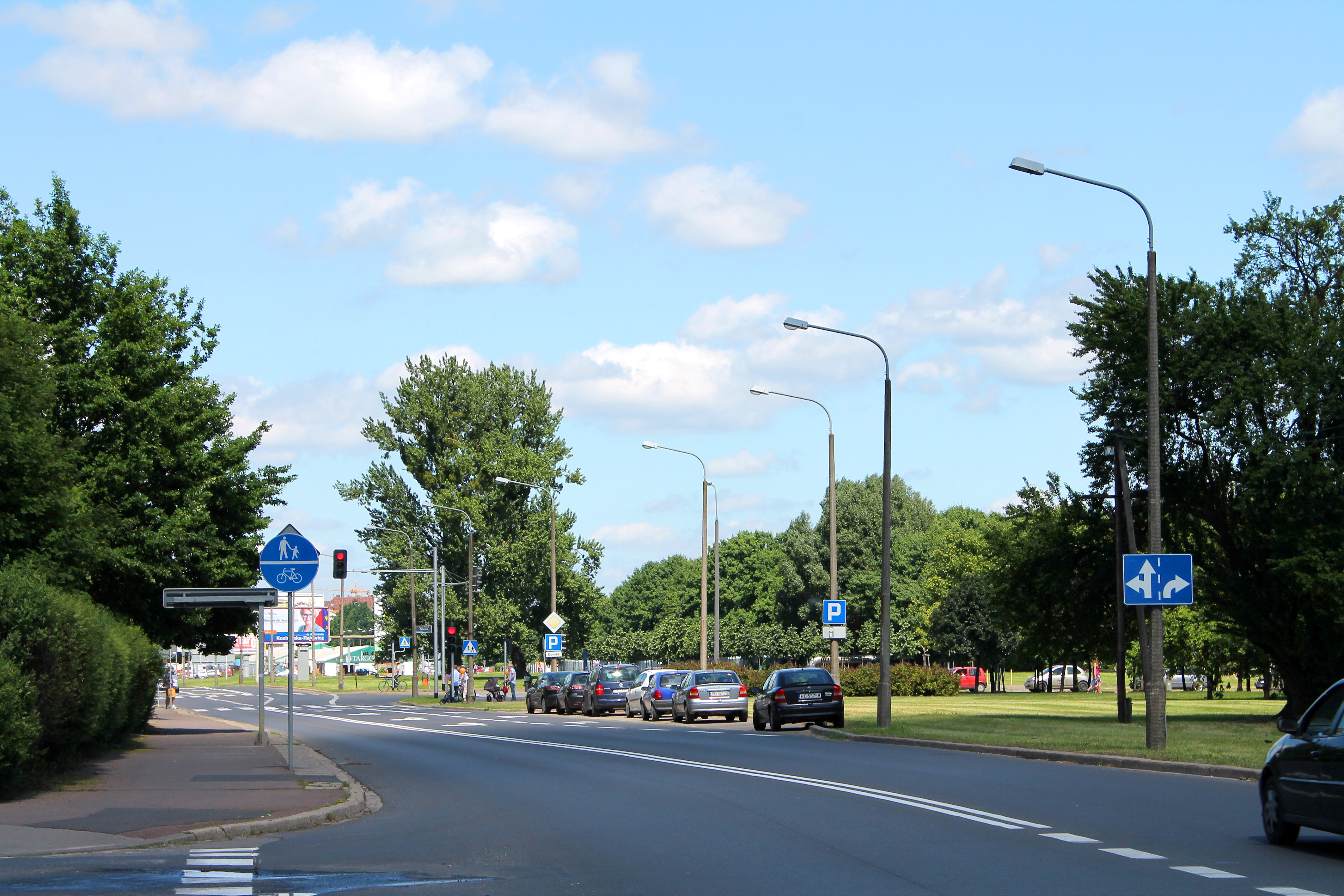
Ulica Dolna Wilda

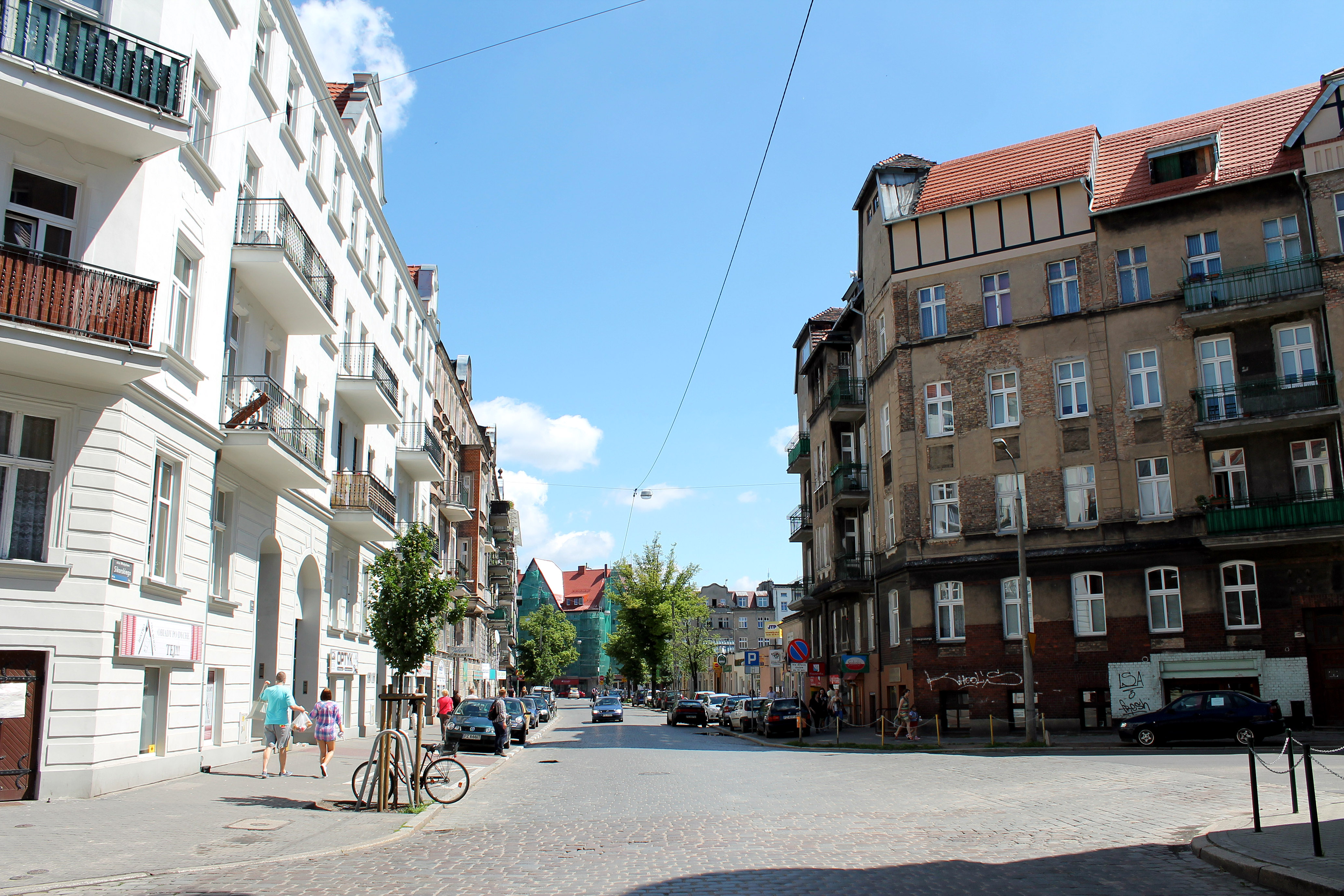
Skrzyżowanie ulic Sikorskiego (na wprost) z Prądzyńskiego (po prawej)

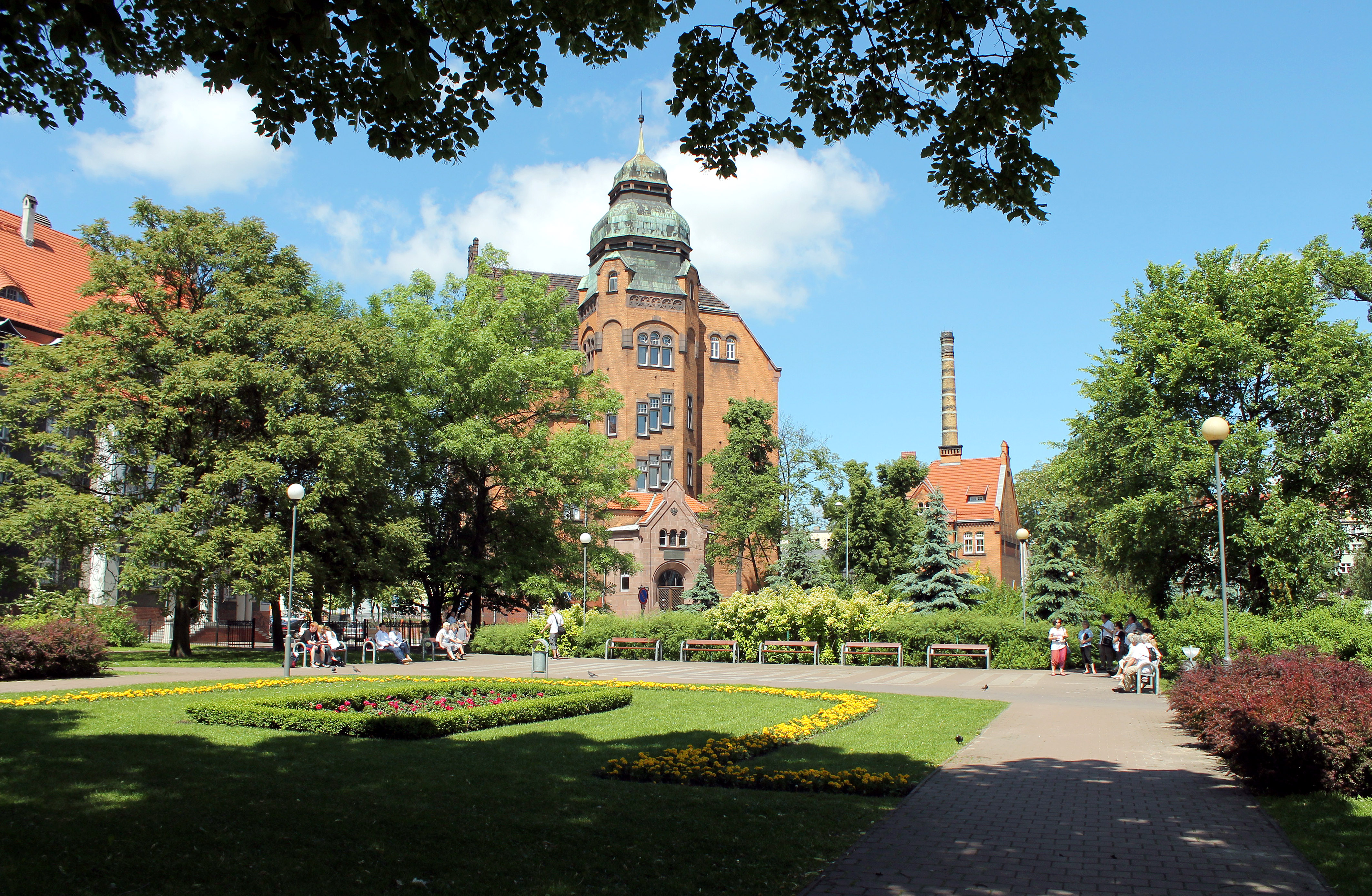
Plac Marii Skłodowskiej-Curie

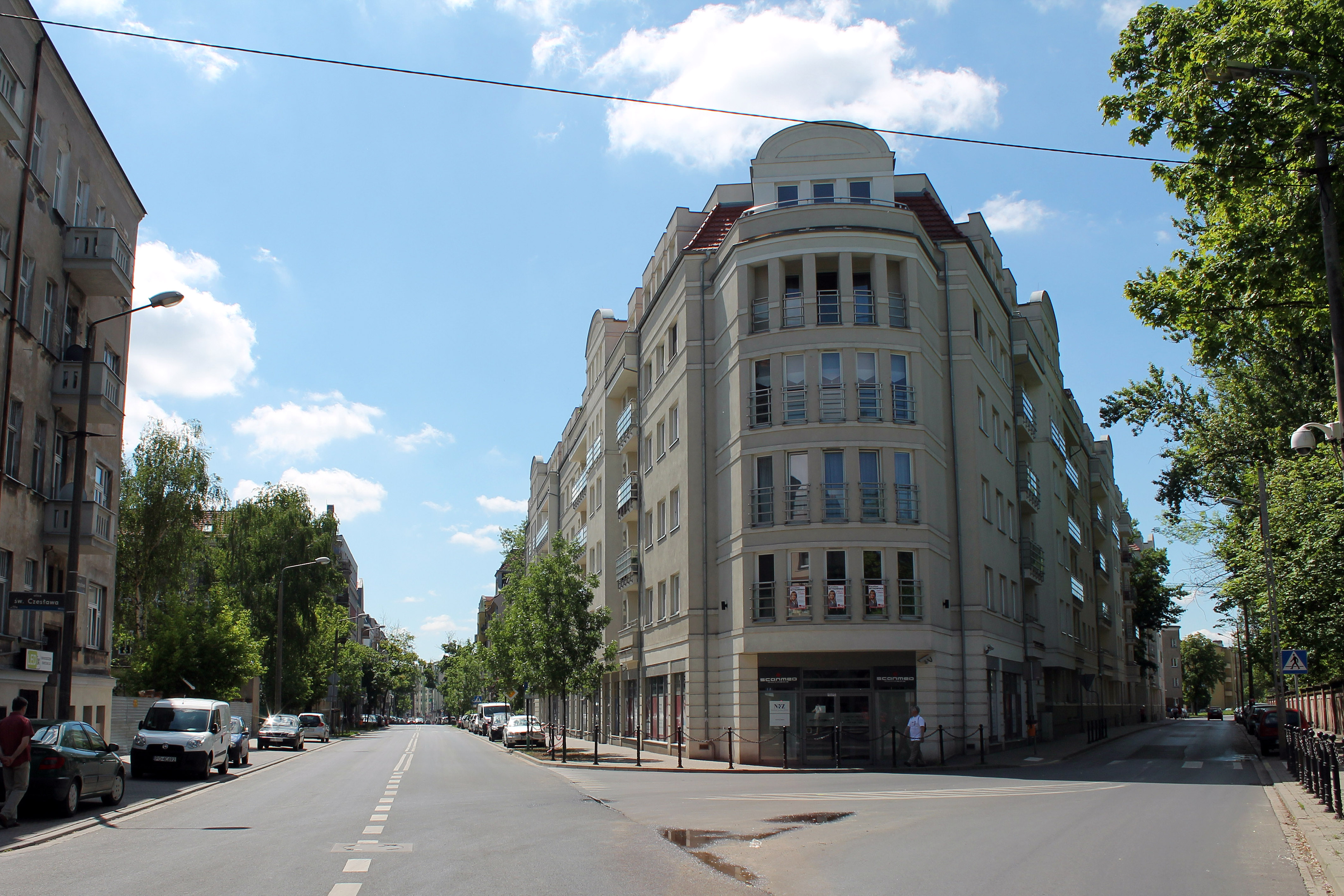
Skrzyżowanie ulicy Przemysłowej (na wprost) z Roboczą (po prawej)

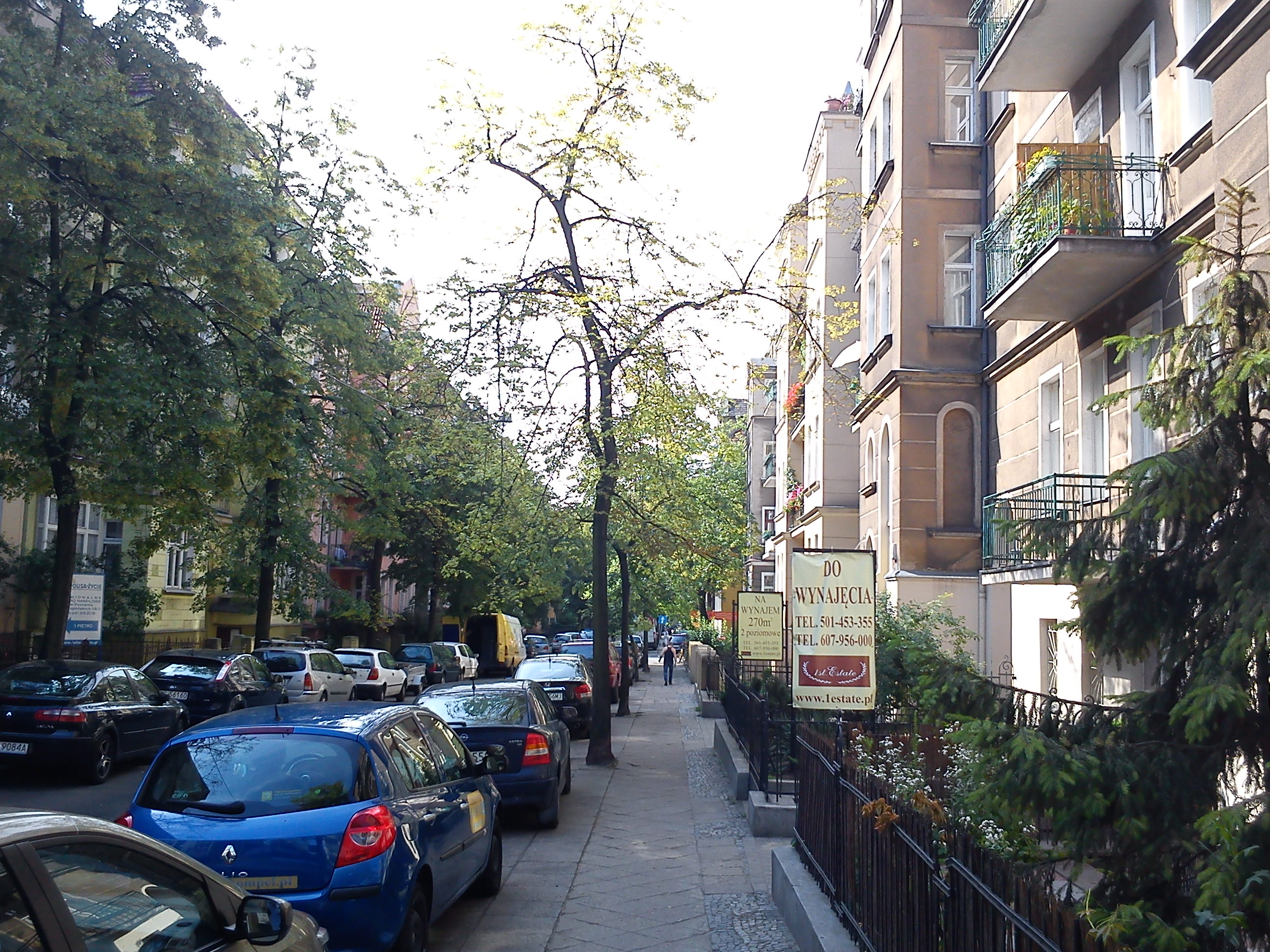
Ulica Poplińskich

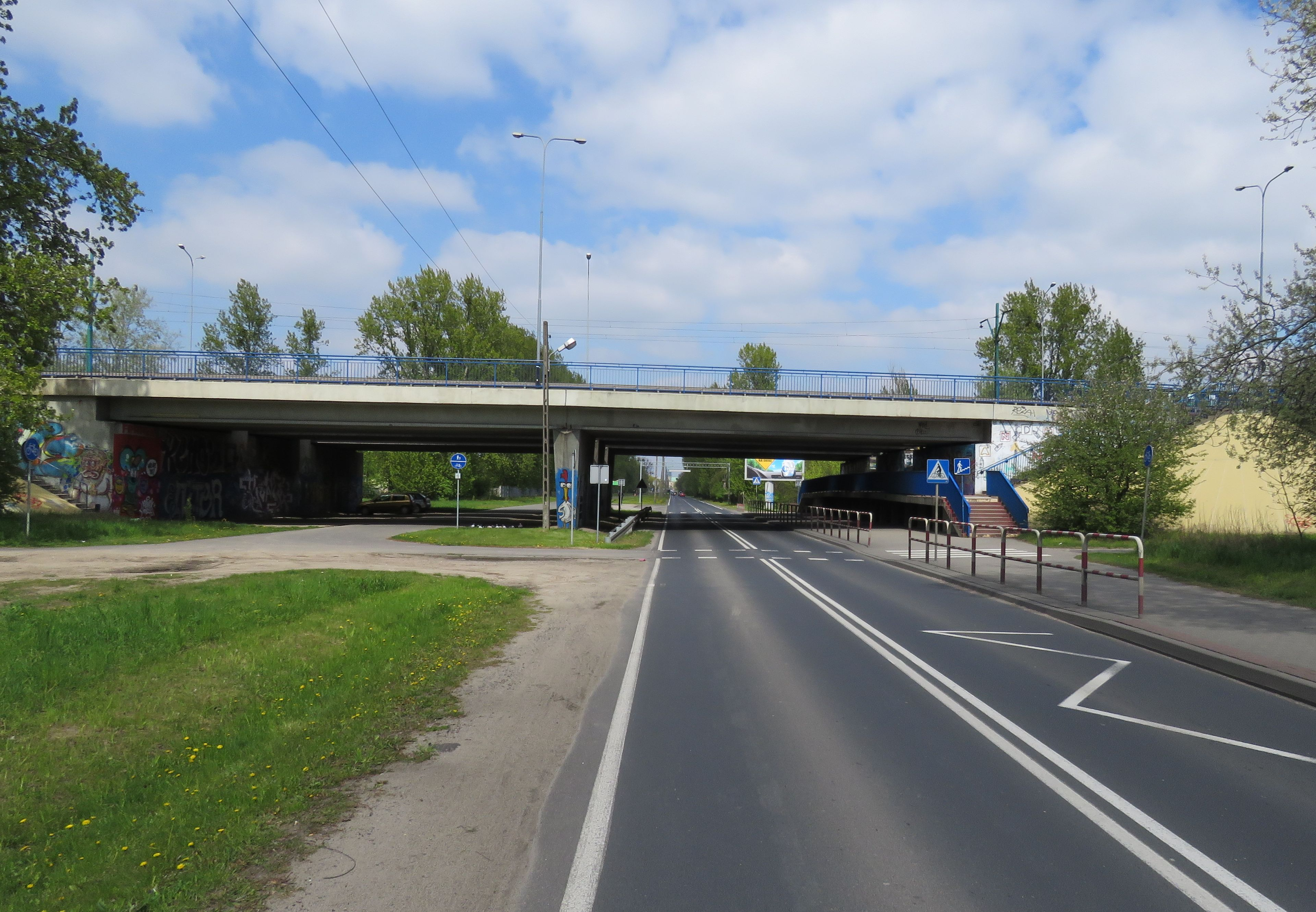
Droga Dębińska widziana spod Wiaduktu Hetmańskiego

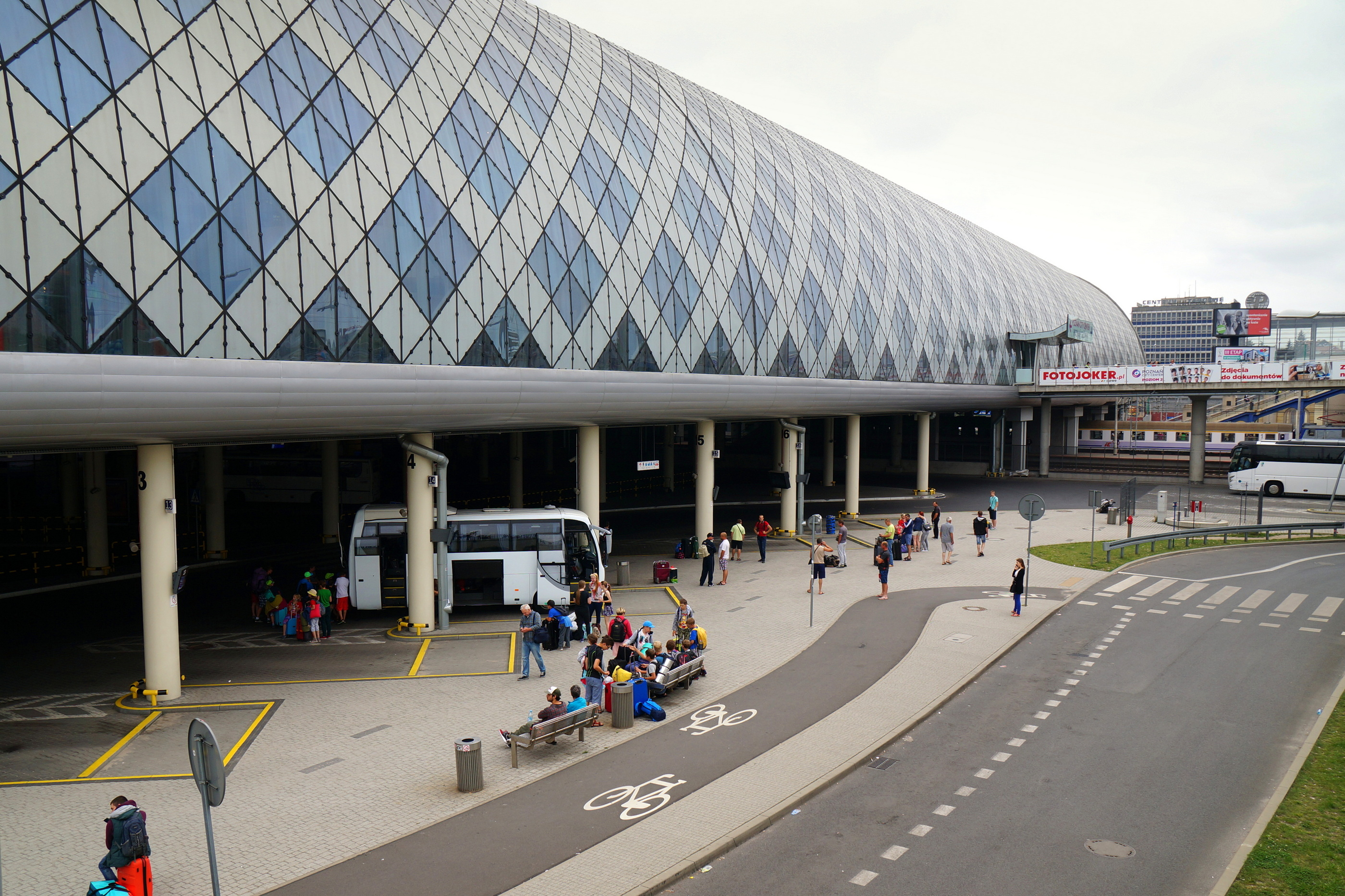
Widok na Avenida Poznań od ulicy Stanisława Matyi

Ulice i place osiedla Wilda – lista zawiera nazwy ulic i placów na terenie osiedla administracyjnego Wilda obejmującego teren dwóch jednostek obszarowych w Systemie Informacji Miejskiej w Poznaniu: Wildy i Łęgów Dębińskich, powstałego w 2010 roku po połączeniu dwóch mniejszych jednostek administracyjnych: Osiedla Wilda i Osiedla 28 Czerwca 1956. Obecnie dzielnica ta mieści się w granicach wyznaczonych przez ulice: Stanisława Matyi i Królowej Jadwigi na północy (jest to tzw. I rama komunikacyjna), tory kolejowe na zachodzie (linia kolejowa nr 271), tory kolejowe na południu (łączące stacje Poznań Starołęka i Poznań Górczyn) oraz rzekę Wartę na wschodzie.

## Spis ulic
- ulica 28 Czerwca 1956 r. – przebiega od autostrady A2 do ulicy Wierzbięcice, ma długość 4 km i 362 m[4]. Upamiętnia wydarzenia Poznańskiego Czerwca 1956 r.
- ulica Antoniego Madalińskiego – przebiega od ulicy Fabrycznej do Hetmańskiej, ma długość 325 m[4]. Przy ulicy znajdują się budynki mieszkalne, ich powstanie datuje się na ok. 1900 rok, nie są jednak wpisane do rejestru zabytków[5]. Nazwa ulicy upamiętnia polskiego generała, uczestnika insurekcji kościuszkowskiej Antoniego Madalińskiego.
- ulica Antoniego Kosińskiego – przebiega od ulicy 28 czerwca 1956 r. do ulica Roboczej, ma długość 451 m[4]. Przy ulicy znajdują się budynki mieszkalne z lat 90. XIX wieku i początku XX w. Budynek pod numerem 12 powstał w 1898 i w 1999 roku został wpisany do rejestru zabytków (nr rej. A461)[6]. Nazwa ulicy upamiętnia polskiego generała, uczestnika insurekcji kościuszkowskiej, Antoniego Kosińskiego.
- ulica Barska – przebiega od ulicy Łanowej do ulicy Rolnej, ma długość 118 m[4].
- ulica Bielniki – przebiega od Drogi Dębińskiej do ulicy Piastowskiej, ma długość 234 m[4].
- ulica Bluszczowa – jest ulicą bez przejazdu zaczynającą się od ulicy 28 czerwca 1956 r., ma długość 312 m[4]. Przy ulicy znajdują się budynki mieszkalne z lat 1910-1937 oraz, pod numerem 14, cmentarz rzymskokatolickiej parafii Bożego Ciała. Kaplica, brama cmentarna i sam cmentarz zostały wpisane w 1984 roku do rejestru zabytków (nr rej. A236)[7].
- ulica Bzowa – przebiega od ulicy Bluszczowej do Bzowej, ma długość 167 m[4]. Przy ulicy znajdują się budynki mieszkalne powstałe w latach 1908-1917, niewpisane do rejestru zabytków[8].
- ulica Czajcza – przebiega od ulicy Dolna Wilda do ulicy Wierzbięcice, ma długość 249 m[4]. Przy ulicy znajdują się budynki mieszkalne, budynek o nr 2 pochodzi z 1903 roku, a o nr 12 z 1914 roku, nie są one jednak wpisane do rejestru zabytków[9].
- ulica Czwartaków – przebiega od ulicy Rolnej do Dolnej Wildy, ma długość 324 m[4]. Przy ulicy znajdują się budynki mieszkalne z ok. 1929 i lat 30. XX w., niewpisane do rejestru zabytków[10].
- ulica Dąbrówki – przebiega od ulicy Chłapowskiego do Pamiątkowej, ma długość 172 m[4]. Przy ulicy znajdują się budynki mieszkalne z lat 1903-1915, niewpisane do rejestru zabytków, oraz budynki rzymskokatolickiej parafii Zmartwychwstania Pańskiego. Klasztor, dzwonnica, parkan tralkowy i kościół parafialny zostały wpisane w 1992 roku do rejestru zabytków (nr rej. A298)[11].
- ulica Dezyderego Chłapowskiego – przebiega od ulicy 28 Czerwca 1956 r. do Dolnej Wildy, ma długość 410 m[4]. Przy ulicy znajdują się budynki mieszkalne z lat 1900-1905, niewpisane do rejestru zabytków[12]. Nazwa ulicy upamiętnia polskiego generała i prekursora pracy organicznej Dezyderego Chłapowskiego.
- ulica Dolina – przebiega od ulicy Jana Spychalskiego do Czajczej, ma długość 316 m[4]. Przy ulicy znajdują się budynki mieszkalne, m.in. z II poł. XIX w., dwa z lat 30. XX w. oraz cztery z ok. 1905 roku, jednak żaden z nich nie jest wpisany do rejestru zabytków[13].
- ulica Dolna Wilda – przebiega od ulicy Hetmańskiej do Górnej Wildy, ma długość 4 km 891 m[4]. Przy ulicy położone są m.in. budynki mieszkalne z lat 1900-1905 oraz 1930, a także elektrownia gminna powstała w 1895 roku, w 1996 roku wpisana do rejestru zabytków (nr rej. A438)[14].
- ulica Droga Dębińska – przebiega od ulicy Piastowskiej do Królowej Jadwigi, ma długość 2 km 724 m[4]. Przy ulicy położone są m.in. budynki mieszkalne z 1928 roku, niewpisane do rejestru zabytków, oraz Zespół Dziedzińca "Pod Słońcem", którego poszczególne elementy zostały wpisane w 1986 roku do rejestru zabytków (nr rej. A290)[15]. Przy ulicy znajdują się też m.in. AWF, stadion Warty Poznań i Park im. Jana Pawła II.
- ulica Fabryczna – przebiega od ulicy Hetmańskiej do 28 czerwca 1956 r., ma długość 599 m[4]. Przy ulicy znajdują się budynki mieszkalne, m.in. powstałe w okresie od końca XIX wieku do 1910, a także Młyn Hermanka (dom z portiernią, silosy zbożowe i sam młyn, obecnie ruina). Żaden z tych obiektów nie jest wpisany do rejestru zabytków[16].
- ulica Filarecka – przebiega od ulicy Langiewicza do Traugutta, ma długość 209 m[4]. Pod nr 3 znajduje się budynek mieszkalny datowany na 1926 rok, niewpisany do rejestru zabytków[17].
- ulica Fiołkowa – przebiega od ulicy Św. Trójcy do 28 Czerwca 1956 r., ma długość 240 m[4]. Przy ulicy znajdują się dwa budynki mieszkalne (nr 4 i 8) datowane na lata 30. XX wieku, niewpisane do rejestru zabytków[18].
- ulica Głęboka – jest ulicą bez przejazdu zaczynającą się od ulicy Dolna Wilda. Od 1910 do 1919 roku nosiła nazwę Tiefe Gasse, w 1919 przemianowana na Głęboką, po wybuchu II wojny światowej nazwana ponownie Tiefe Gasse, od 1946 nosi nazwę Głęboka[19].
- ulica Gothilfa Bergera – przebiega od ulicy Przemysłowej do Roboczej, ma długość 201 m[4]. Nazwa ulicy upamiętnia działacza społecznego Gotthilfa Bergera.
- ulica Górna Wilda – przebiega od ulicy Królowej Jadwigi do ulicy Wierzbięcice, ma długość 838 m[4]. Przy ulicy znajdują się budynki mieszkalne powstałe m.in. w okresie od 4 ćw. XIX w. do 1910 roku, z których budynek pod adresem Górna Wilda 107 (Kamienica pod Koroną), pochodzący z lat 1903-1904, został wpisany w 1991 roku do rejestru zabytków (nr rej. A343)[20].
- ulica Henryka Jordana – przebiega od Drogi Dębińskiej do ulicy Piastowskiej, ma długość 253 m[4]. Nazwa ulicy upamiętnia polskiego lekarza i społecznika Henryka Jordana.
- ulica Hetmańska – przebiega od Ronda Starołęka na osiedlu Starołęka-Minikowo-Marlewo do skrzyżowania ulic Reymonta, Grochowska i Arciszewskiego na Górczynie, ma długość 4 km 977 m[4]. Jedna z głównych osi komunikacyjnych miasta.
- ulica Hutnicza – jest ulicą bez przejazdu zaczynającą się od ulicy Wspólnej, ma długość 90 m[4]. Przy ulicy położone jest osiedle robotnicze z początku XX w. (niewpisane do rejestru zabytków)[21].
- ulica Ignacego Prądzyńskiego – przebiega od ulicy Sikorskiego do Fabrycznej, ma długość 428 m[4]. Przy ulicy położone są budynki mieszkalne m.in. z lat 1900-1911 oraz Zespół Szkół Integracyjnych, którego główny budynek, pawilon szkolny I i II, sala gimnastyczna i ogrodzenie zostały wpisane do rejestru zabytków w 1984 roku (nr rej. A259)[22]. Nazwa ulicy upamiętnia polskiego generała Ignacego Prądzyńskiego. Od 1900 do 1920 oraz od 1939 do 1946 ulica nosiła nazwę Gneiseaustrasse[23].
- ulica Jałowcowa – przebiega od ulicy Opolskiej do Południowej, ma długość 281 m[4].
- ulica Jana Kilińskiego – przebiega od ulicy 28 Czerwca 1956 r. do Prądzyńskiego, ma długość 204 m[4]. Dominuje budownictwo mieszkalne, powstałe w latach 1904-1905, niewpisane do rejestru zabytków[24]. Nazwa ulicy upamiętnia pułkownika insurekcji kościuszkowskiej Jana Kilińskiego.
- ulica Jana Umińskiego – przebiega od ulicy Roboczej do Sikorskiego, ma długość 411 m[4]. Przy ulicy znajduje się m.in. budownictwo mieszkalne z okresu od lat 80. XIX wieku do lat 30. XX wieku. Jeden budynek, oznaczony numerem 6 pochodzi z 1898 roku i w 1999 roku został wpisany do rejestru zabytków (nr rej. A461)[25]. Nazwa ulicy upamiętnia generała brygady Księstwa Warszawskiego Jana Nepomucena Umińskiego.
- ulica Jana Żupańskiego – przebiega od ulicy Różanej do Przemysłowej, ma długość 340 m[4]. Przy ulicy znajduje się m.in. budownictwo mieszkalne z okresu pierwszej ćwierci XX wieku, niewpisane do rejestru zabytków[26]. Nazwa ulicy upamiętnia księgarza i wydawcę Jana Żupańskiego.
- ulica Józefa Garczyńskiego – przebiega od ulicy Prądzyńskiego do Umińskiego, ma długość 163 m[4]. W czerwcu 2013 przy ulicy otwarto "Ośrodek Adaptacyjno-Rehabilitacyjny i Centrum Informacji Alzheimerowskiej" dla osób chorych na alzheimera i ich rodzin[27]. Nazwa ulicy upamiętnia Józefa Garczyńskiego.
- ulica Józefa Wybickiego – przebiega od ulicy Prądzyńskiego do 28 Czerwca 1956 r., ma długość 170 m[4]. Przy ulicy znajdują się m.in. budynki mieszkalne z lat 1905-1935, niewpisane do rejestru zabytków[28]. Nazwa ulicy upamiętnia autora słów Mazurka Dąbrowskiego Józefa Wybickiego.
- ulica Kazimierza Mielęckiego – przebiega od ulicy Traugutta do Hetmańskiej (bez przejazdu), ma długość 112 m[4]. Upamiętnia Kazimierza Mielęckiego.
- ulica Królowej Jadwigi – przy ulicy znajdują się cztery domy z ok. 1903 roku, niewpisane do rejestru zabytków[29]. Nazwa ulicy upamiętnia królową Jadwigę Andegaweńską.
- aleja Króla Przemysła II – powstała w 2014 roku, po wybudowaniu na obszarze Wolnych Torów kompleksu handlowego Poznań City Center[30]. Nazwa ulicy upamiętnia króla Przemysła II.
- ulica Krzyżowa – przebiega od ulicy 28 Czerwca 1956 r. do Dolnej Wildy, ma długość 291 m[4]. Od 1900 do 1919 nosiła nazwę Kreutzstrasse, od 1919 do 1939 Krzyżowa, od 1939 do 1946 Treitschkestrasse, od 1946 do obecnie Krzyżowa[31]. Przyłączona do Poznania w 1900 r. razem z całą dzielnicą Wilda. Nazwę otrzymała 15 listopada 1919 roku dla upamiętnienia krzyża, przy którym zatrzymywali się skazańcy w drodze na szubienicę[32].
- ulica Księdza Jakuba Wujka – do 2013 miała długość 244 m[4], ze względu na wybudowanie na obszarze Wolnych Torów kompleksu handlowego Poznań City Center została przedłużona[33]. Upamiętnia polskiego jezuitę Jakuba Wujka. Dawniej nosiła nazwę Magazynowa[34].
- ulica Ku Dębinie
- ulica Łanowa – jest ulicą bez przejazdu zaczynającą się od ulicy Sportowej, ma długość 139 m[4].
- ulica Łęgi Dębińskie – przebiega od ulicy Saperskiej do Dolnej Wildy, ma długość 155 m[4].
- ulica Maratońska – przebiega od ulicy Królowej Jadwigi do Olimpijskiej, ma długość 191 m[4]. Przy ulicy znajduje się m.in. Stadion im. Edmunda Szyca (obecnie ruina).
- ulica Mariana Langiewicza – przebiega od ulicy 28 Czerwca 1956 r. do Zmartwychwstańców, ma długość 324 m[4]. Przy ulicy znajdują się dwa budynki mieszkalne z lat 20. XX wieku (nr 2 i 3), jeden budynek z 1925 roku (nr 4) i z ok. 1910 roku (nr 17)[35]. Nazwa ulicy upamiętnia generała i dyktatora powstania styczniowego Mariana Langiewicza.
- ulica Jana Spychalskiego – do końca 2017, Marcina Chwiałkowskiego – przebiega od ulicy Roboczej aż do dojazdu do POSiR, ma długość 819 m[4]. Przy ulicy znajdują się m.in. budynki mieszkalne z lat 1905-1910 i z lat 30. XX wieku, niewpisane do rejestru zabytków[36]. Nazwa ulicy upamiętnia polskiego malarza Jana Spychalskiego.
- ulica Mieczysława Niedziałkowskiego – przebiega od ulicy Górna Wilda do Przemysłowej, ma długość 554 m[4]. Przy ulicy znajdują się budynki mieszkalne – z ok. 1910 roku (nr 6), z 1906 roku (nr 2) i z 1911 roku (nr 27), niewpisane do rejestru zabytków, oraz leprozorium św. Łazarza[37]. Nazwa ulicy upamiętnia polskiego działacza PPS Mieczysława Niedziałkowskiego.
- ulica O. Mariana Żelazka – przebiega od Dolnej Wildy do Drogi Dębińskiej, ma długość 462 m[4].
- ulica Olimpijska – jest ulicą bez przejazdu zaczynającą się od ulicy Dolna Wilda, ma długość 332 m[4].
- ulica Pamiątkowa – przebiega od ulicy Dąbrówki do Fabrycznej, ma długość 548 m[4]. Przy ulicy znajdują się m.in. budynki mieszkalne z lat 1902-1939, niewpisane do rejestru zabytków z wyjątkiem budynku pod numerem 12/14, który w 2005 roku został wpisany do rejestru (260/Wlkp/A)[38].
- ulica Partyzancka – przebiega od ulicy Rolnej do Czwartaków, ma długość 244 m[4]. Przy ulicy znajdują się m.in. wille z lat 30. XX w., niewpisane do rejestru zabytków[39].
- ulica Piastowska – przebiega od ulicy Dolna Wilda do Hetmańskiej, ma długość 1 km 572 m[4]. Niedaleko brzegu Warty, pod adresem Piastowska 71 znajdują się łazienki rzeczne[40].
- ulica Pionierska – przebiega od ulicy Łęgi Dębińskie do Wspólnej, ma długość 274 m[4].
- plac Lipowy – łączy ulice Bzowa i Lipowa, ma długość 42 m[4]. Przy placu znajdują się m.in. budynki mieszkalne z lat ok. 1910-1915, niewpisane do rejestru zabytków[41].
- plac Marii Skłodowskiej-Curie – upamiętnia Marię Skłodowską-Curie.
- ulica Poplińskich – przebiega od ulicy Św. Czesława do Jana Spychalskiego, ma długość 181 m[4].
- ulica Powstańcza – przebiega od ulicy Krzyżowej do Czajczej, ma długość 253 m[4].
- ulica Przemysłowa – przebiega od ulicy Matyi do 28 Czerwca 1956 r., ma długość 1 km 84 m[4].
- ulica Przy Dolinie
- ulica Robocza – przebiega od ulicy Fabrycznej do Przemysłowej, ma długość 1 km 226 m[4].
- ulica Rolna – przebiega od ulicy Pamiątkowej do Wspólnej, ma długość 1 km 152 m[4].
- ulica Romualda Traugutta – przebiega od ulicy Madalińskiego do Dolnej Wildy, ma długość 631 m[4]. Upamiętnia Romualda Traugutta.
- rondo Szczęśliwej Podróży – rondo powstało w 2014 roku, po wybudowaniu na obszarze Wolnych Torów kompleksu handlowego Poznań City Center[30].
- ulica Różana – przebiega od ulicy Różanej do Niedziałkowskiego, ma długość 341 m[4]. Przy ulicy pod adresem Różana 1/3 mieści się gmach zespół szkół nr 5 wzniesiony w latach 1913–1915, który w 1984 roku wpisano do rejestru (260/Wlkp/A)[42], zaś pod numerem 17 znajduje się budynek Collegium Marianum z 1933 roku.
- Rynek Wildecki
- ulica Saperska – przebiega od ulicy Wspólnej do Hetmańskiej (bez przejazdu), ma długość 832 m[4].
- ulica Spadzista – przebiega od ulicy Górna Wilda do Różanej, ma długość 44 m[4].
- ulica Sportowa – przebiega od ulicy Łanowej do Rolnej, ma długość 83 m[4].
- ulica Stanisława Matyi – przebiega od mostu Dworcowego do ulicy Wierzbięcice, ma długość 741 m[4]. Upamiętnia Stanisława Matyję. Dawniej nosiła nazwę Towarowa.
- ulica Stefana Czarnieckiego – przebiega od ulicy Roboczej do Sikorskiego, ma 260 m[4]. Upamiętnia Stefana Czarnieckiego. Do 1930 roku częścią ul. Prądzyńskiego[43], w latach 1939–1946 nosiła nazwę Schwerdtfegerstr[44]. Przy ulicy pod nr 5 znajduje się budynek, który dawniej należał do Zespołu Zakładu Fundacji Gotthilfa Bergera, datowany na ok. 1909 rok, wpisany do rejestru zabytków pod nr A428 (data rejestru 4.11.1993 r.). Pod nr 9, w zabytkowym budynku datowanym na lata 20. XX wieku, znajduje się Powiatowy Urząd Pracy[45].
- ulica Św. Czesława – przebiega od ulicy Przemysłowej do Różanej, ma długość 352 m[4]. Upamiętnia Czesława Odrowąża, błogosławionego Kościoła katolickiego.
- ulica Św. Jerzego – przebiega od ulicy 28 Czerwca 1956 r. do Dolnej Wildy, ma długość 308 m[4].
- ulica Św. Trójcy – przebiega od ulicy Wiśniowej do 28 Czerwca 1956 r., ma długość 299 m[4].
- ulica Tokarska – przebiega od ulicy Rolnej do Wspólnej, ma długość 286 m[4].
- ulica Topolowa – przebiega od ulicy Niedziałkowskiego do dojazdu do stacji benzynowej, ma długość 193 m[4].
- ulica Wierzbięcice – przebiega od ulicy Królowej Jadwigi do Krzyżowej, ma długość 1 km 209 m[4].
- ulica Wiśniowa – przebiega od ulicy Wspólnej do linii kolejowej, ma długość 452 m[4].
- ulica Władysława Sikorskiego – przebiega od ulicy Roboczej do 28 Czerwca 1956 r., ma długość 549 m[4]. Upamiętnia Władysława Sikorskiego.
- ulica Wolne Tory – ulica powstała w 2014 roku, po wybudowaniu na obszarze Wolnych Torów kompleksu handlowego Poznań City Center[30].
- ulica Wrzosowa – jest ulicą bez przejazdu zaczynającą się od ulicy Wiśniowej, ma długość 196 m[4].
- ulica Wspólna – przebiega od ulicy 28 Czerwca 1956 r. do Dolnej Wildy, ma długość 770 m[4].
- ulica Zmartwychwstańców – przebiega od ulicy Chłapowskiego do Traugutta, ma długość 293 m[4].